# Кого мы больше любим
«Кого мы больше любим» (азерб. Cazibə qüvvəsi, дословный перевод на русский язык — «Сила притяжения») — советский киноальманах 1964 года, снятый на киностудии «Азербайджанфильм» им. Дж. Джабарлы. Состоит из трёх новелл: «Через горный лес» (реж. Зейнаб Казимова), «Вершина» (реж. Ариф Бабаев) и «Сила притяжения» (реж. Гасан Сеидбейли).
Премьера состоялась в марте 1966 года. Фильм посмотрели 3,4 млн зрителей.

## Сюжет

### Через горный лес
Группа молодых геологов останавливается на отдых у старого охотника Оруджа. В уютной обстановке встречи происходит и веселое предложение Ризвана отправиться на охоту на медведя. Тихий и застенчивый Сейфи изначально не хочет участвовать, но под влиянием своей возлюбленной Шафиги соглашается.
Когда они встречают медведя, Ризван решает бежать, оставив своего друга в опасности. Сейфи же, несмотря на свою страх и нерешительность, решает дать бой медведю и удается спасти Оруджа.
После возвращения в лагерь Шафига упрекает Сейфи в трусости, не зная настоящих обстоятельств случившегося. Только после того, как друзья рассказывают ей о действиях Сейфи в лесу, она понимает его настоящее мужество. В итоге герои становятся ближе и окончательно разрешают недопонимание между собой.

### Вершина
Группа молодых альпинистов отправляется на снежную гору, где каждый из них сталкивается с собственными страхами и вызовами. Кямиль обещает своей возлюбленной Севде, что поднимется на вершину горы и оставит ей ее бусы. Они принимают старика Фарамаза в качестве проводника и начинают свое путешествие.
В процессе подъема происходят различные события, они сталкиваются с опасностями и трудностями, но несмотря на это, они продолжают двигаться вперед. Независимо от препятствий, они поднимаются все выше и выше.
В конечном итоге, группе удается добраться до самой вершины горы. Однако, когда Кямиль оказывается на вершине и должен там оставить бусы Севды, он теряет зрение из-за отсутствия альпинистских очков. В результате, Фарамаз берет на себя ответственность и кладет бусы на вершину горы вместо Кямиля, исполняя его обещание.

### Сила притяжения
В фильме рассказывается история о деревенской девушке, которая приехала в город, и её победе в трудном соревновании на спартакиаде.

## Роли исполняют

### Через горный лес
- Тамилла Гафарова — Шафига (дублировала Наталья Фатеева)
- Эльхан Гасымов — Сейфи (дублировал Николай Сморчков)
- Гамлет Курбанов — Ризван (дублировал Евгений Дубасов)
- Афрасияб Мамедов — Орудж-киши (дублировал Иван Савкин)

### Вершина
- Гасан Мамедов — Кямил (дублировал Владимир Ферапонтов)
- Тамилла Рустамова-Крастыньш — Севда (дублировал Раиса Куркина)
- Борис Левкович — Саша (дублировал Юрий Саранцев)
- Мурад Меликов — Тофик (дублировал Эдуард Бредун)
- Юсиф Велиев — Фарамаз (дублировал Аркадий Толбузин)
- Исмаил Эфендиев — Курбанов (дублировал Владимир Гуляев)

### Сила притяжения
- Рена Салимова — Гюльбениз (дублировала Валентина Хмара)
- Хаял Ахундзаде — Теймур (дублировал Константин Худяков)
- Талят Рахманов — Башир-заде (дублировал Георгий Георгиу)
- Мелик Дадашев — Мамедов (дублировал Олег Мокшанцев)
- Джаббар Алиев — Абузар-киши (дублировал Иван Рыжков)
- Земфира Садыхова — Наргиз (дублировала Надежда Румянцева)
- Джейхун Мирзоев — Самандар

## Съёмочная группа
- Режиссёры: Зейнаб Казимова, Ариф Бабаев, Гасан Сеидбейли
- Сценаристы: Энвер Мамедханлы, Имран Касумов, Гасан Сеидбейли
- Операторы: Расим Исмайлов, Алигусейн Гусейнов, Расим Оджагов
- Композиторы: Эмин Махмудов, Хайям Мирзазаде, Васиф Адыгёзалов

## Русский дубляж
Русский дубляж был осуществлён Центральной студией киноактёра «Мосфильм», режиссёр дубляжа Александр Алексеев, звукооператор Роланд Казарян.

## Фестивали
Новелла «Сила притяжения» получила диплом «За поэтическое воплощение спортивной темы» по разряду художественных фильмов на Первом Всесоюзном кинофестивале спортивных фильмов в Москве (1966).